# Lanneplaà
Lanneplaà ist eine französische Gemeinde mit 303 Einwohnern (Stand 1. Januar 2022) im Département Pyrénées-Atlantiques in der Region Nouvelle-Aquitaine (vor 2016: Aquitanien). Die Gemeinde gehört zum Arrondissement  Pau und zum Kanton Orthez et Terres des Gaves et du Sel (bis 2015: Kanton Orthez).
Der Name in der gascognischen Sprache lautet Lanaplan. Die Bewohner werden Lanneplanais oder Lanneplanaises genannt.

## Geographie
Lanneplaà liegt ca. 50 km nordwestlich von Pau und ca. 6 km südwestlich von Orthez in der historischen Provinz Béarn.
Umgeben wird der Ort von den Nachbargemeinden:
| Salles-Mongiscard |                                             | Orthez |
|                   | Kompassrose, die auf Nachbargemeinden zeigt |        |
| L’Hôpital-d’Orion | Ozenx-Montestrucq                           |        |

Lanneplaà liegt im Einzugsgebiet des Flusses Adour. Ein Zufluss des Laâ, der Ruisseau des Moulins, auch Arriou de Cassou genannt, und der Arriou de Mondran, ein Nebenfluss des Saleys, durchströmen das Gebiet der Gemeinde.

## Geschichte
Ein alter Weg der Wanderweidewirtschaft durchquerte früh die Gemeinde. In gallorömischer Zeit wurde er zur Römerstraße via sarazena ausgebaut, die von Sauveterre-de-Béarn nach Orthez führte. Im Mittelalter nutzen Pilger auf dem Jakobsweg nach Santiago de Compostela diese Straße. In der Volkszählung des Béarn im Jahre 1385 wurden in Lanneplaà 39 Haushalte gezählt und die Zugehörigkeit des Dorfes zur Bailliage des Archidiakonats Larbaig des Bistums Lescar festgehalten. In jener Zeit gab es vermutlich ein Schloss und Sitz des Laienklosters, Vasall des Vicomtes von Béarn.
Toponyme und Erwähnungen von Lanneplaà waren:
- Lanepla (10. Jahrhundert, Kopialbuch der Abtei Saint-Jean de Sorde),
- Laneplan (1323, Kopialbuch von Orthez, Blatt 11),
- Llaneplaa (1385, Volkszählung des Béarn),
- Lanaplaa und Lanaplan (1536 bzw. 1538, Manuskriptsammlung des 16. bis 18. Jahrhunderts),
- Lanneplaa (1750, Karte von Cassini),
- Lanneplaa (1793, Notice Communale),
- Lanneplau (1801, Bulletin des lois) und
- Lanneplaà (1863, Dictionnaire topographique du département des Basses-Pyrénées).[5][6][7]

### Einwohnerentwicklung
Nach einem Höchststand der Einwohnerzahl von rund 475 in der ersten Hälfte des 19. Jahrhunderts reduzierte sich die Zahl bei kurzen Erholungsphasen bis zu den 1970er Jahren auf 200 Einwohner. Seitdem ist ein Wachstum der Gemeinde auf über 300 Einwohnern zu verzeichnen.
| Jahr      | 1962 | 1968 | 1975 | 1982 | 1990 | 1999 | 2006 | 2009 | 2022 |
| --------- | ---- | ---- | ---- | ---- | ---- | ---- | ---- | ---- | ---- |
| Einwohner | 220  | 206  | 200  | 215  | 241  | 247  | 275  | 311  | 303  |

## Sehenswürdigkeiten

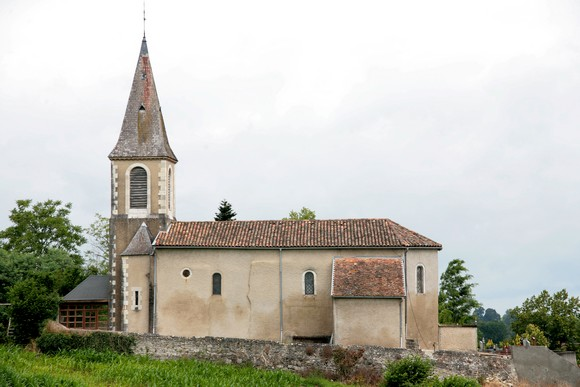
Pfarrkirche Saint-Jacques-le-Majeur in Lanneplaà

- Pfarrkirche, geweiht Jakobus dem Älteren. Im Rahmen einer breit angelegten Maßnahme der katholischen Kirche im 19. Jahrhundert, zu kleine oder schlecht unterhaltene Gotteshäuser angesichts der wachsenden Bevölkerung zu restaurieren, wurden der Glockenturm und das einschiffige Langhaus von 1865 bis 1866 nach Plänen von Henri d’Arnaudat, Architekt der Stadt Orthez, errichtet. Der Glockenturm ist mit dem für das Béarn typischen Schiefer gedeckt und mit einem viereckigen Helm bestückt. 1887 wurden die Arbeiten komplettiert durch Wandmalereien und dekorativen Goldauflagen durch den Bayonner Maler Louis Decrept.[9][10][11]

- Bauernhof, ehemaliges Laienkloster. Der Bauernhof wurde im 20. Jahrhundert an der Stelle des Sitzes des Laienklosters errichtet. Die Gebäudegruppe besteht aus einer Scheune und einem Wohngebäude, an der Elemente des Laienklosters sichtbar sind, die charakteristisch für Prestigegebäude sind. Hierzu gehört der imposante Eingang und das Walmdach.[12]

- Pfarrhaus von Lanneplaà. Im 18. Jahrhundert wohnte der Pfarrer von Lanneplaà noch im Haus Labadie. Während der Französischen Revolution wurde das Haus beschlagnahmt, und es wurde von seinen Besitzer anschließend umgebaut. 50 Jahre lang hatte die Gemeinde keinen Pfarrer, bis sie das Bistum anrief. Lanneplaà musste im Gegenzug für die Entsendung eines neuen Pfarrers eine adäquate Unterkunft bauen, was 1859 vollendet wurde. Am 12. Oktober 1904 vernichtete ein Brand das Pfarrhaus, das seitdem wieder restauriert worden ist.[13]

- Rathaus und Schule von Lanneplaà. 1790 wurden bereits 36 Schüler unter sechs Jahren im Eingangsvorbau der Kirche, dem einzigen öffentlichen Gebäude in jener Zeit, unterrichtet. Es wurde als notwendig angesehen, ein größeres Gebäude zu errichten, um die Kinder ordentlich zu lehren. 1844 wurde das Schul- und Ratsgebäude errichtet, bereits 1847 um ein Stockwerk für den Wohnbereich des Lehrers erhöht.[14]

## Wirtschaft und Infrastruktur

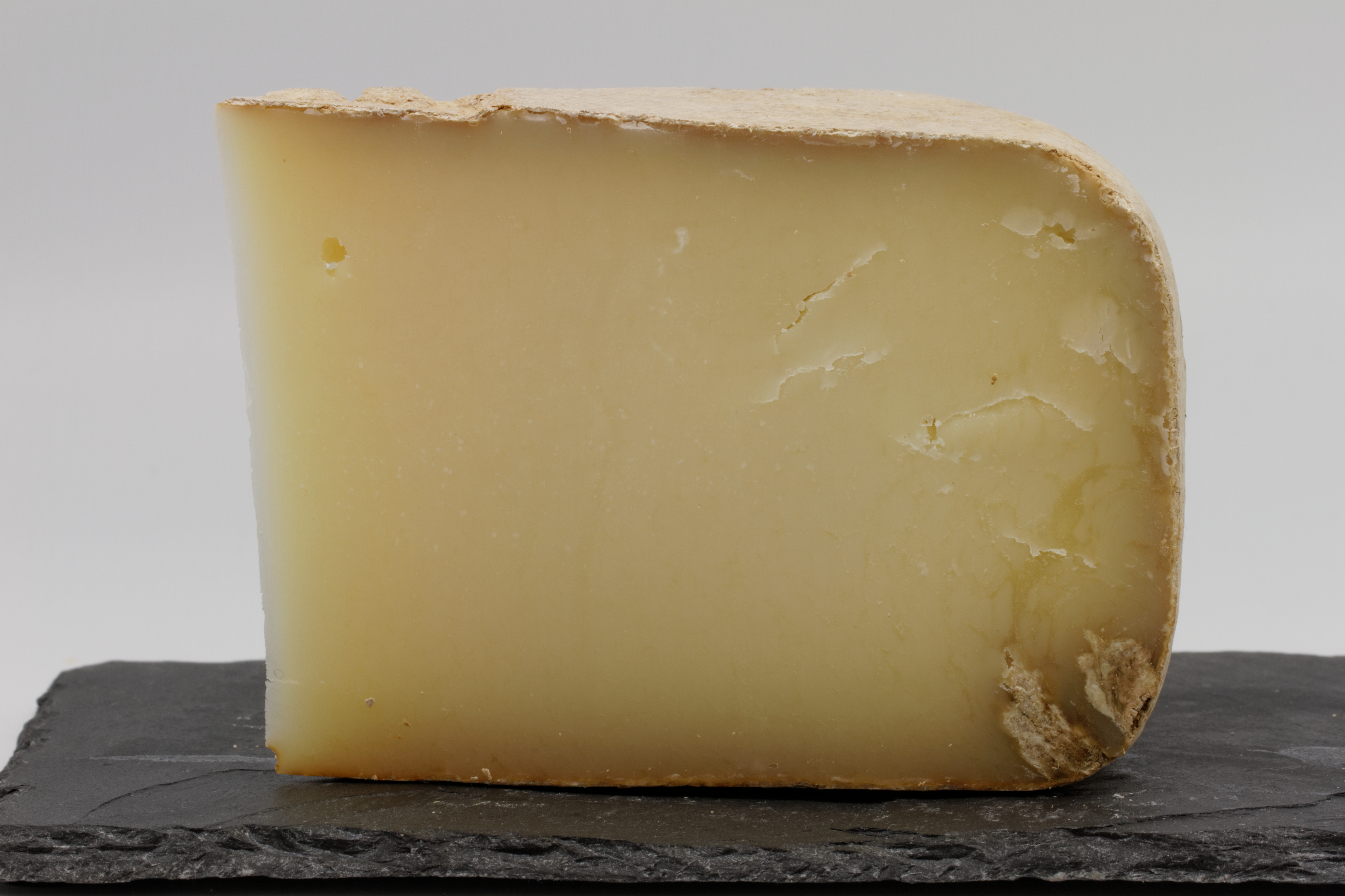
Ossau-Iraty

Die Landwirtschaft ist traditionell der wichtigste Wirtschaftsfaktor der Gemeinde. Lanneplaà liegt in der Zone AOC des Ossau-Iraty, eines traditionell hergestellten Schnittkäses aus Schafmilch.

Logo des Jakobswegs

### Sport und Freizeit
Die Westroute des Fernwanderwegs GR 654 von Namur in Belgien über Vézelay nach Montréal-du-Gers im Département Gers führt durch die Gemeinde.

### Verkehr
Lanneplaà wird durchquert von der Route départementale 23.